# Monestir de Lerins

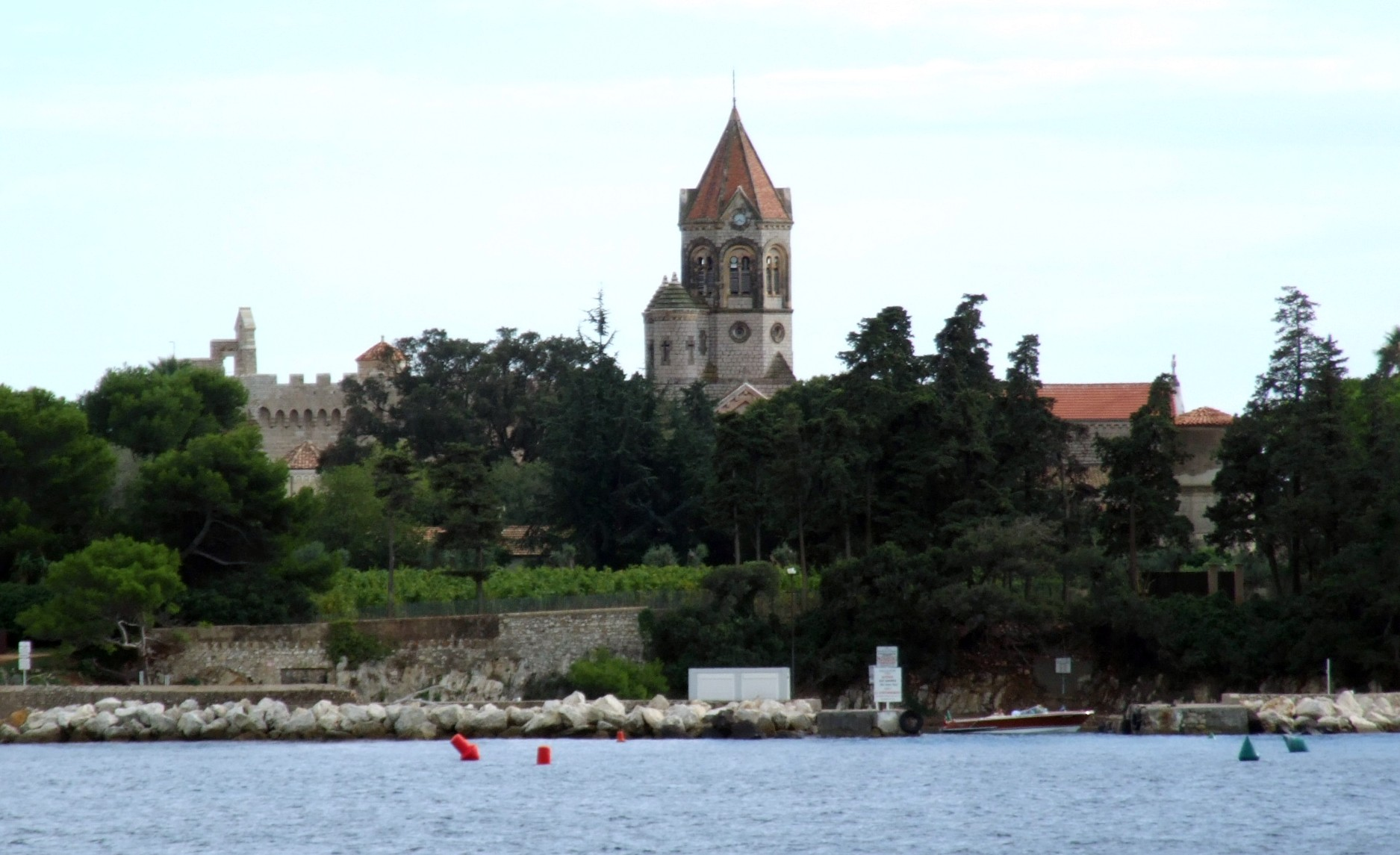
L'abadia de Lérins a l'illa de Saint-Honorat.

L'abadia de Lérins és un monestir cistercenc a l'illa de Sant Honorat, una de les illes Lerins (francès Lérins), a la Costa Blava, (Riviera Francesa) amb una comunitat monàstica activa.
Hi ha hagut una comunitat monàstica en aquest lloc des del 5è segle. La construcció dels edificis actuals del monestir va començar al voltant de 1073. Avui els monjos conreen vinyes i produeixen vi i licor.

## Història

### Primera fundació
L'illa, coneguda dels romans amb el nom Lerina, va estar deshabitada fins que sant Honorat, un deixeble d'un ermità local anomenat Caprasi de Lerins va fundar un monestir al lloc en algun moment al voltant de l'any 410. Segons la tradició, Honorat es va establir a l'illa on pretenia viure com a ermità, però se li van reunir algun deixebles que formaren una comunitat monàstica al voltant d'ell. Va esdevenir "un monestir immens" vers 427, segons les escriptures contemporànies de Joan Cassià.
Hi ha també una tradició que diu que Patrici d'Irlanda el patró de l'illa d'Irlanda, va estudiar aquí al cinquè segle, i durant el sisè segle, Sant Quinidi fou monjo a Lérins.
L'abadia va proporcionar tres bisbes per la diòcesi d'Arle: Honorat mateix, seguit per Hilari i Cesari als segles cinquè i sisè respectivament. un dels escriptors eclesiàstics més famosos, Vicenç de Lerins, va viure al monestir al segle v.
L'abat sant Nazari, catorzè abat de Lérins, probablement durant el regnat del merovingi Clotari II (584-629), va eliminar amb èxit els romanents de paganisme a la costa del sud de França, enderrocant un santuari de Venus prop de Cannes, i fundava al seu lloc un convent per a dones, que fou destruït pel sarraïns al segle vuitè.

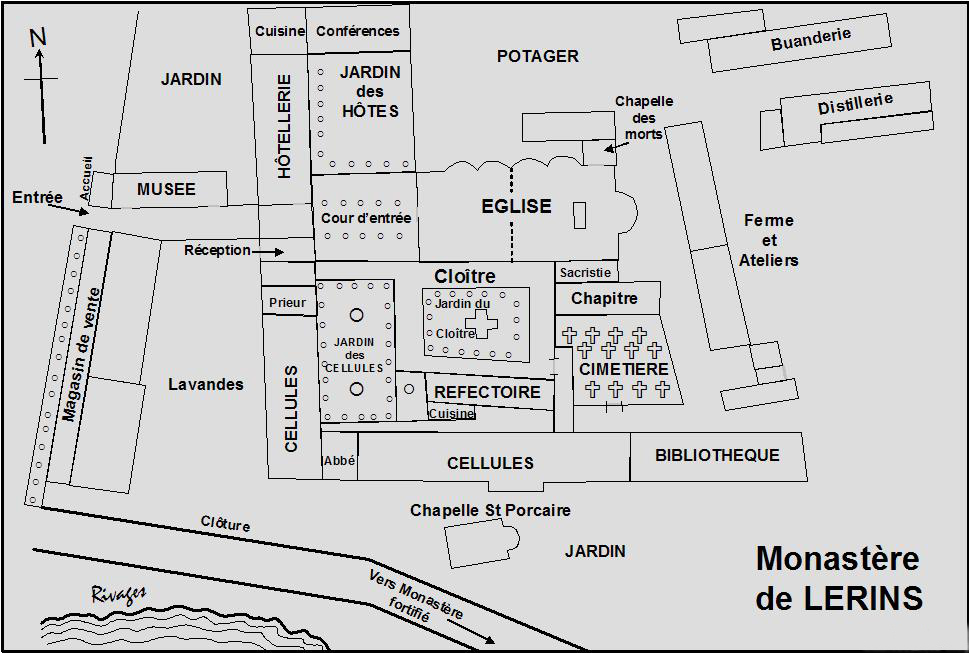
Plànol de l'abadia de Lerins.

Durant els anys 630 sant Agrícola d'Avinyó fou monjo aquí abans de ser cridat per esdevenir bisbe d'Avinyó.
Durant els següents segles, la vida monàstica a l'illa fou interrompuda en unes quantes ocasions per atacs, principalment atribuïbles als sarraïns. Al voltant de 732, molts de la comunitat, incloent-hi l'abat, sant Porcari, foren massacrats a l'illa per invasors. Es diu que molts dels monjos s'escaparen, perquè Porcari havia estat advertit de l'atac per un àngel i els havia enviat fora per seguretat.

### Segona fundació

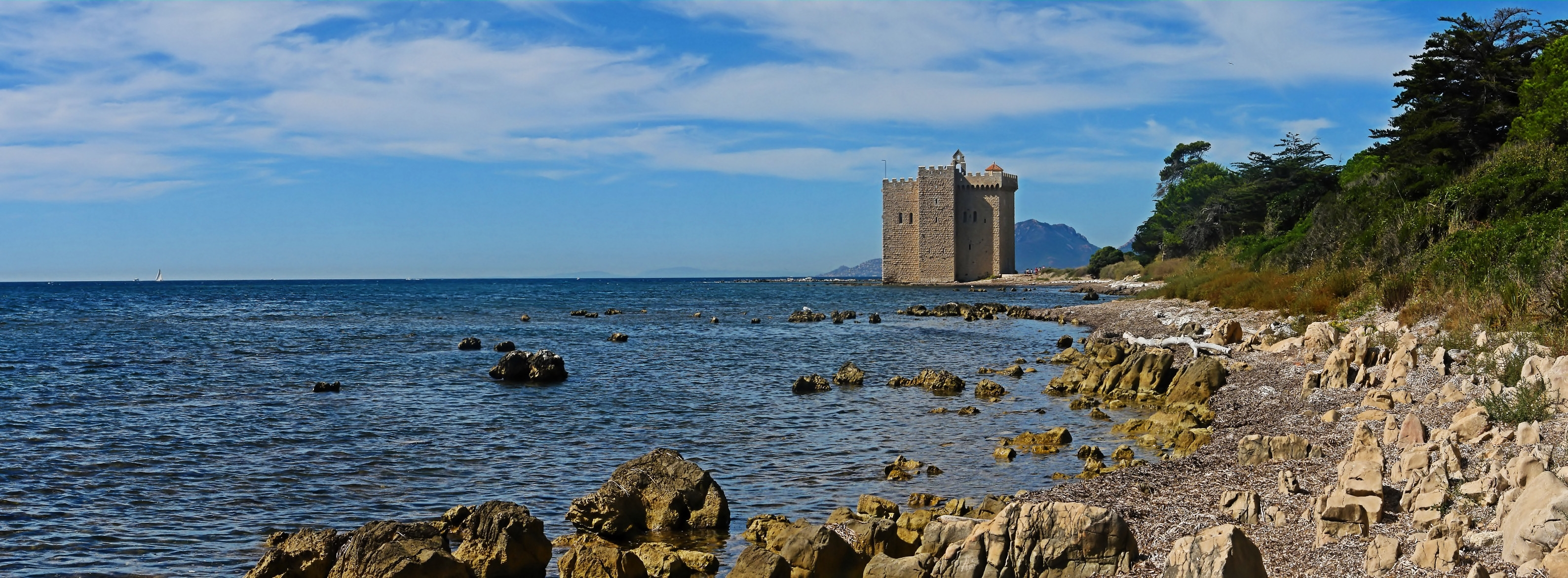
Panoràmica del monestir fortificat.

Després d'aproximadament 300 anys, un monestir fortificat fou construït entre els onzè i catorzè segles.
En temps medievals, l'illa es convertia en un lloc molt popular de pelegrinatge. Fomentaven això els escrits de Raymond Féraud, un monjo que va compondre una vida mitològica d'Honorat.
El 1635 l'illa fou captada pels espanyols i els monjos foren expulsats. Retornaren de l'exili a Vallauris dos anys més tard, quan l'illa fou reconquerida pels francesos.
El monastery continuava patint atacs espanyols i genovesos. El nombre de monjos es va reduir a quatre i, en el clima prerevolucionari del temps, el monestir es va separar de l'estat el 1787. En la Revolució Francesa, l'illa es convertia en propietat de l'estat, i es venia a una actriu rica, Mademoiselle de Sainval, que va viure allà durant vint anys.

### Tercera fundació

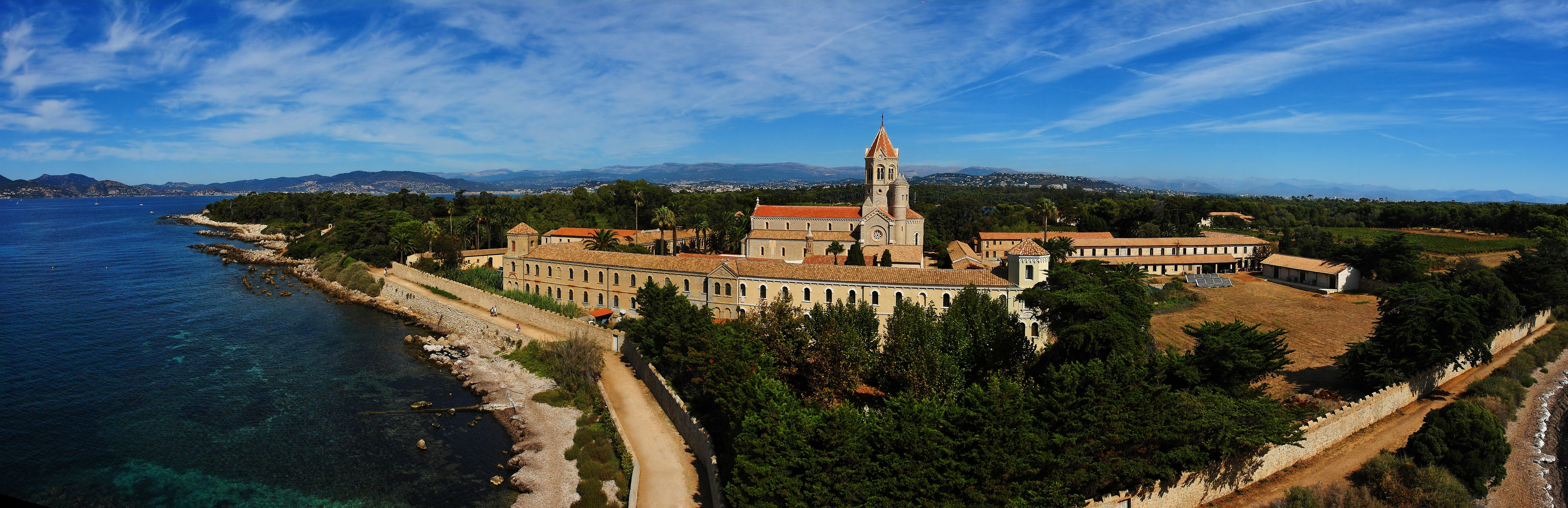
Església i monestir de l'Abadia Lérins. Quadre panoràmic agafat des del monestir fortificat.

El 1859, l'illa fou comprada pel bisbe de Fréjus, que va procurar restablir una comunitat religiosa allà. Deu anys més tard, una comunitat cistercenca fou fundava, i ha romàs allà de llavors ençà.